# Mussy (Fluss)
Der Mussy ist ein Fluss in Frankreich, der in den Regionen Auvergne-Rhône-Alpes und Bourgogne-Franche-Comté verläuft. Er entspringt unter dem Namen Oiselière im südlichen Gemeindegebiet von Propières, entwässert generell in nordwestlicher Richtung und mündet nach rund 20 Kilometern im Gemeindegebiet von Saint-Maurice-lès-Châteauneuf als linker Nebenfluss in den Sornin. 
Auf seinem Weg verläuft der Mussy in seinem Oberlauf im Département Rhône, quert dann für etwa drei Kilometer das Département Loire und erreicht schließlich das Département Saône-et-Loire, in dem er bis zu seiner Mündung verbleibt.

## Orte am Fluss
(Reihenfolge in Fließrichtung)
- Azoles, Gemeinde Propières
- Azolette
- Millonard, Gemeinde Saint-Germain-la-Montagne (Département Loire)
- Anglure-sous-Dun
- Mussy-sous-Dun
- Les Charnays, Gemeinde Chassigny-sous-Dun
- Pompierre, Gemeinde Saint-Maurice-lès-Châteauneuf